# Самадашвили, Заал
Заал Самадашвили (груз. ზაალ სამადაშვილი, 10 октября 1953 года, Тбилиси — 1 ноября 2024 года) — грузинский писатель, публицист, сценарист и политик. Написал произведения «Цыгане», «Плехановские вести», «Как в старом итальянском кино» и другие.

## Биография

### Учёба и первые произведения
Родился 3 октября 1953 года в Тбилиси. Окончил Тбилисский государственный университет имени Иванэ Джавахишвили на механико-математический факультет. Первый свой рассказ опубликовал в 1983 году в журнале «Цискари». В 1983 году была написана драма «Клятвенная запись», которая занимала особую роль в творческой биографии литератора

### Кинография
Написал сценарии для полнометражного фильма «Темо» и короткометражного фильма «Гарсвеани».

### Награды
В 2016 году получил литературную премию «Саба» за книгу «Сапоги юнкера Эристави» в номинации «Лучший прозаический сборник года».

### Государственная деятельность
В 2007 году вместе с городским советом Тбилиси учредил литературную награду «Гала»
С 2008 по 2013 занимал должность заседателя сакребуло Тбилиси
Последние годы работал в библиотеке президента Грузии Михаила Саакашвили

### Смерть
Заал Самадашвили умер 1 ноября 2024 года. Причины смерти не оглашались.